# 能天使

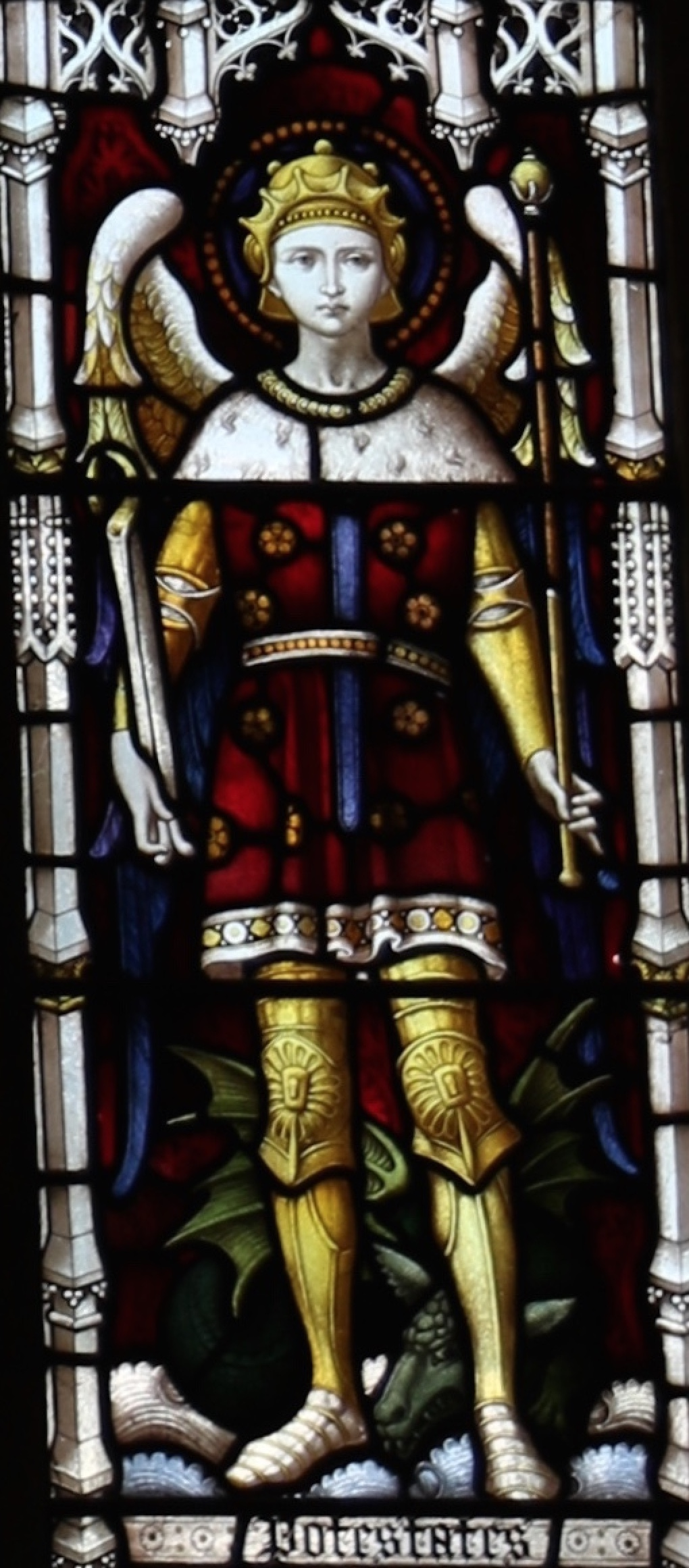
能天使，彩繪玻璃窗，位於英格蘭索莫頓 (索美塞特郡)的聖米迦勒暨諸天使堂 (索莫頓)。

能天使見於伯多祿前書三章22節及厄弗所書一章21節，天主教譯作異能者或异能天使，基督新教譯作有能（力）的，東正教譯作大能天使，表明天界的和理性的权威的有序本性。它们是神所造的第一批天使，与恶魔战争的前锋。此一级的天使驻于第一天和第二天间，为第二级“子的阶级”中第三等，担任卫戍天国的任务，防备恶魔的侵入，或在人心之中护佑人心的平衡。能天使的君主是卡麥爾。
別名有（複數）。

## 大眾文化中的影響
- 數碼獸系列：種族分類中有一員為「能天使型」
- 機動戰士GUNDAM 00：作品中之組織「天人」所有的鋼彈其中一架近接戰型MS以此名為「能天使高達」，型號GN-001。
- 明日方舟：有一位隶属“企鹅物流”的萨科塔人，代号为“能天使”（英文代号Exusiai）。
- 鏈鋸人：作中角色“帕瓦”的命名來源（Power）。